# Нервная система человека

Схема нервной системы человека

Не́рвная систе́ма человека — совокупность анатомически и функционально взаимосвязанных нервных структур, обеспечивающих регуляцию и координацию деятельности организма человека и его взаимодействие с окружающей средой. Нервная система функционирует интегративно, связывая в одно целое чувствительность, двигательную активность и работу других регуляторных систем (эндокринной и иммунной), обеспечивает также регуляцию жизнедеятельности, взаимодействие и подстройку деятельности организма к изменяющимся условиям и событиям окружающей среды, осуществляет психическую деятельность человека как основу его социального существования.
Нервная система человека часто делится на центральную нервную систему (ЦНС) и периферическую нервную систему (ПНС). Центральная состоит из головного и спинного мозга. ПНС состоит из всех других нервов и нейронов, которые не лежат в пределах ЦНС. Преобладающее большинство нервов принадлежит ПНС. Периферийная нервная система делится на соматическую нервную систему и вегетативную нервную систему.
Соматическая нервная система отвечает за координацию движения тела, а также за получение и передачу внешних стимулов. Эта система регулирует действия, которые находятся под сознательным контролем.
Вегетативная нервная система делится на парасимпатическую и симпатическую. Симпатическая нервная система отвечает за опасности или стресс, и, среди многих физиологических изменений, может вызвать увеличение сердечного ритма и кровяного давления и возбуждения органов чувств благодаря увеличению адреналина в крови. Парасимпатическая нервная система, с другой стороны, отвечает за состояние отдыха и обеспечивает сокращение зрачка, замедление сердца, расширение кровеносных сосудов и стимулирование пищеварительных и мочеполовых систем.